# Ковачич (Хорватия)
Ковачич — село в двух километрах от Книна, В Далмации, Хорватия. Входит в общину с центром в Книне, относится к Шибенско-Книнской жупании.
Согласно переписи населения 1991 года в Ковачиче проживало 1185 жителей, из которых 1025 — сербы, 115 — хорваты, 14 — югославы и 31 — остальные.
В селе  исторически проживали представители следующих родов: Дрпа, Джуич, Медакович, Млинаревич, Джурувия, Котараш.

## Известные жители
В Ковачиче родился Момчило Джуич — князь и командир сербских четников во Второй мировой войне.